# Jüdewein
Jüdewein ist ein Stadtteil der Stadt Pößneck in thüringischen Saale-Orla-Kreis.

## Lage
Jüdewein ist der nordöstliche Stadtteil von Pößneck im Thüringer Vogtland und wird von der Bundesstraße 281 durchquert. Die Landesstraße 1108 führt von Jüdewein nordwärts nach Orlamünde.
Jüdewein hat ab der Haltestelle Pößneck unt Bf Anschluss an den ÖPNV mit Bus und Bahn.

## Geschichte
Das Dorf Jüdewein wurde 1074 urkundlich ersterwähnt.  Die Eingemeindung nach Pößneck erfolgte 1892. Die Eisenbahnstrecke Jüdewein–Orlamünde wurde am 1. Oktober 1889 in Betrieb genommen, am 15. Oktober 1892 folgte die Teilstrecke nach Oppurg.
Um den Bahnhof herum entstanden neue Industrie- und Wohnbauten.

## Kultur und Sehenswürdigkeiten
Die evangelische Jüdeweiner Kirche ist eine Saalkirche mit dreiseitigem Ostabschluss und südlichem Turm. Sie wurde 1739 erbaut. Im Turm- und Ostbereich befinden sich noch Teile des 1506 erwähnten gotischen Vorgängerbaus. Reparaturen erfolgten 1842 und 1890. Das Kircheninnere stellt sich als einfacher, flachgedeckter Raum mit eingeschossiger Empore dar. In der Kirche werden Konzerte aufgeführt.

## Wirtschaft
Neben neuem Dienstleistungsgewerbe ist Jüdewein weiterhin landwirtschaftlich geprägt.